# Bundesgartenschau 1989

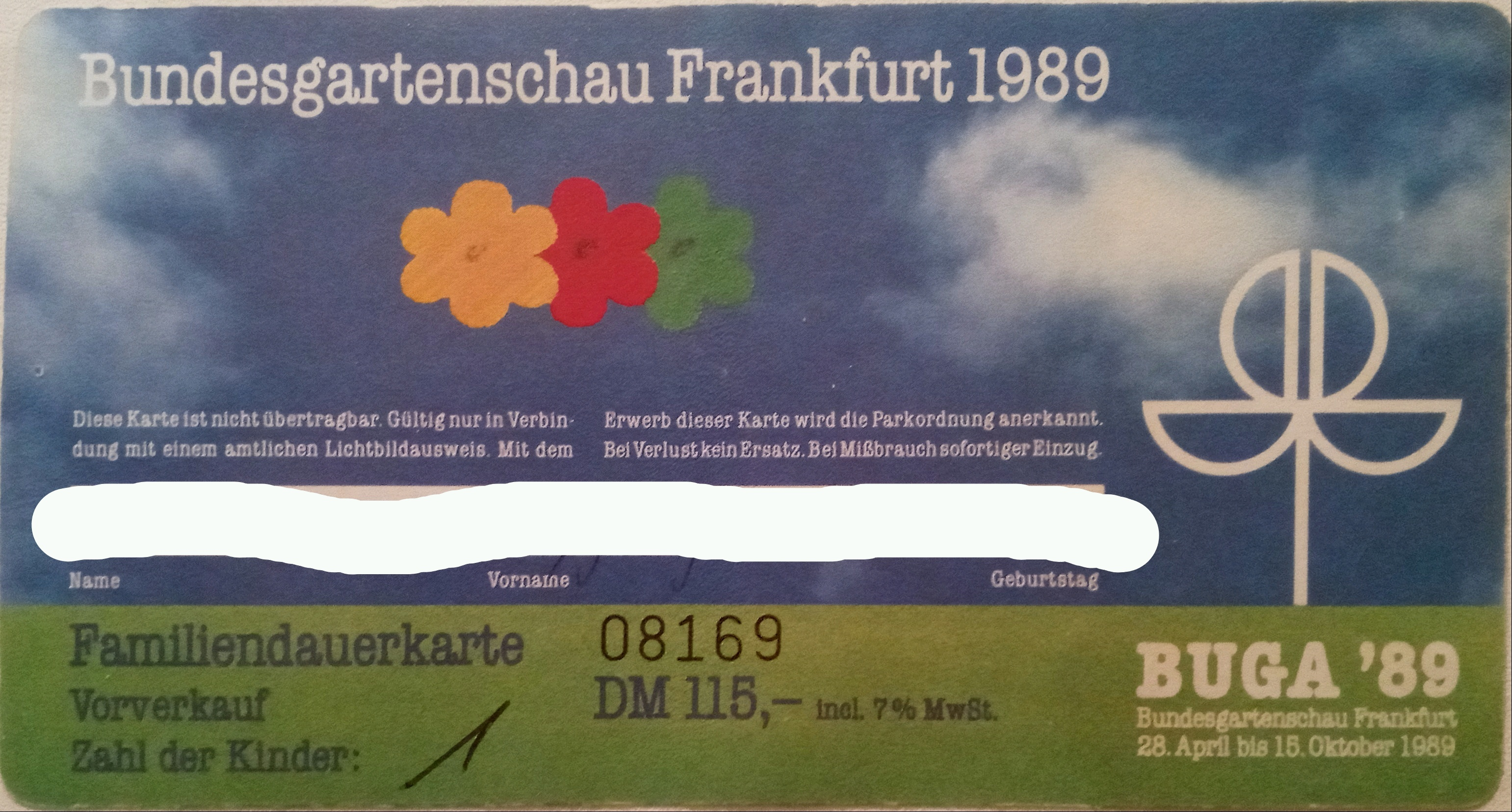
Eintrittskarte BUGA 1989

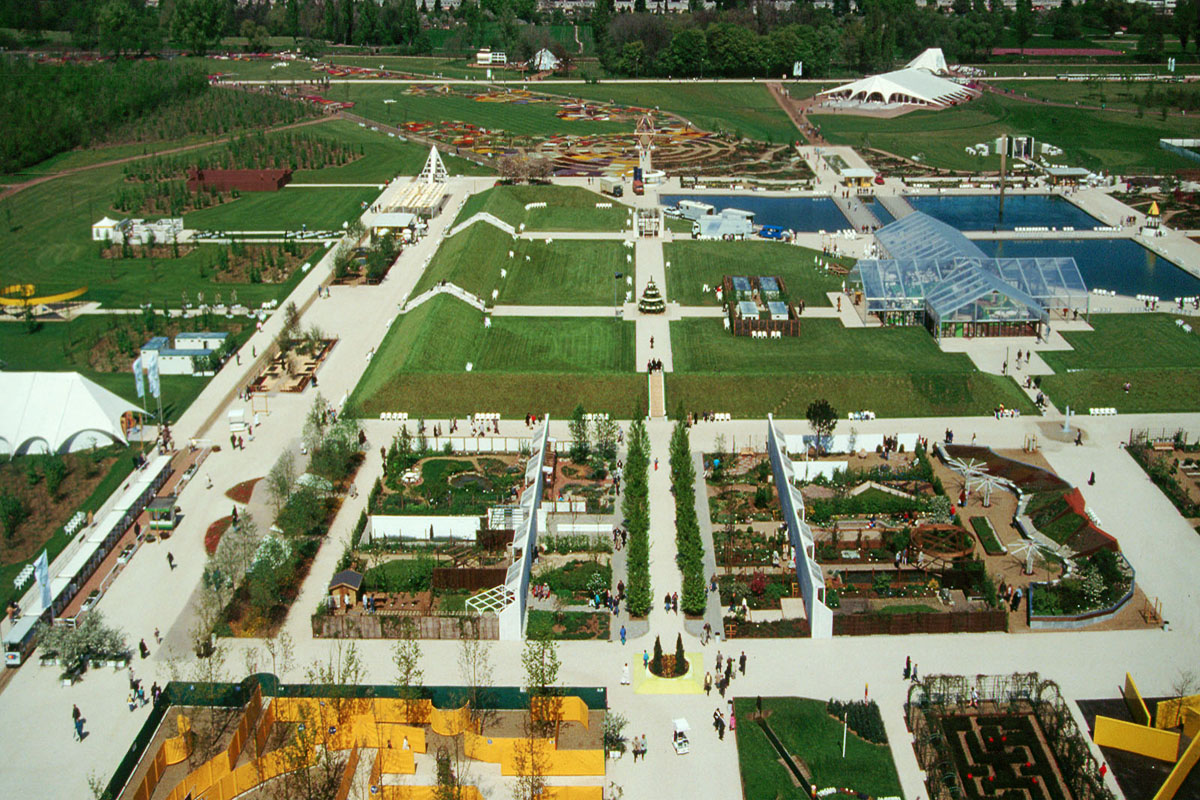
Blick vom BUGA-Turm aus in Richtung Norden. Im Vordergrund die Schau der Gärten, hinten links das Blumenband

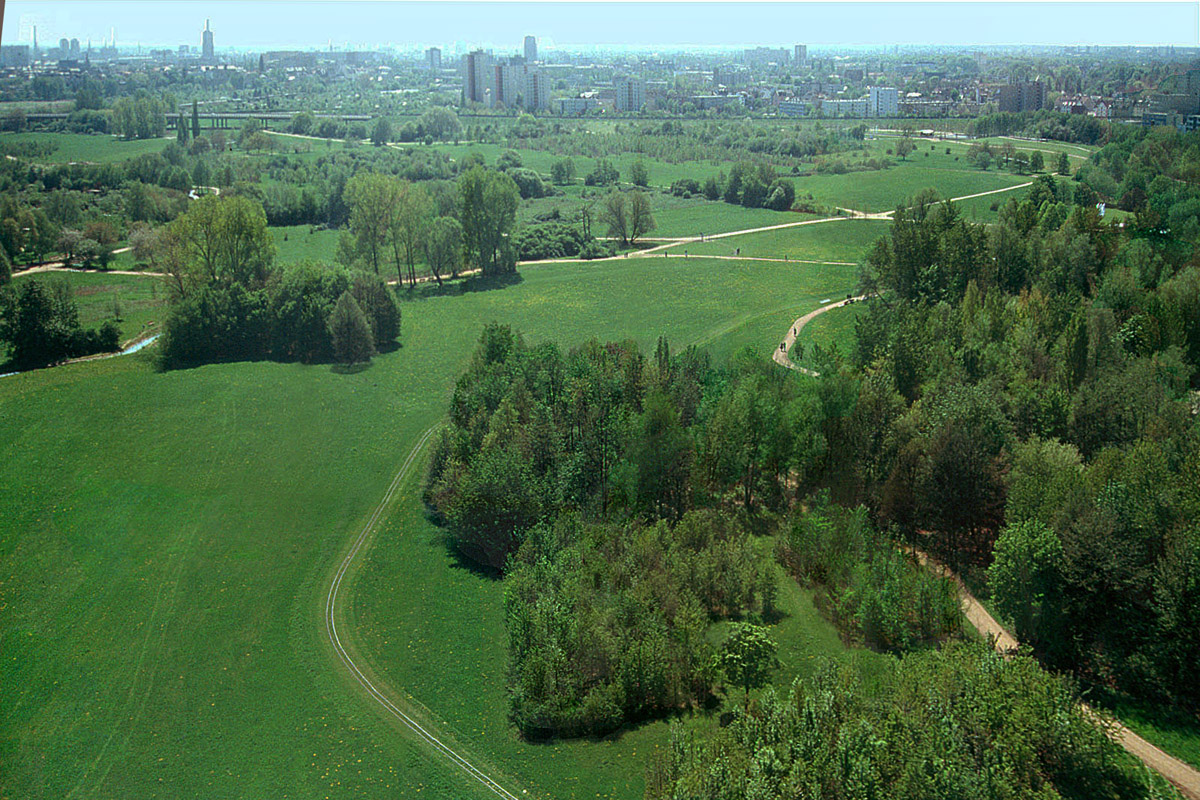
Blick vom BUGA-Turm in Richtung Süden. Der größte Teil des noch jungen Niddaparks blieb während der Schau frei von den spezifischen Angeboten einer Gartenschau.

Die Bundesgartenschau 1989 (kurz BUGA 1989, auch BUGA ‘89) fand vom 28. April bis zum 15. Oktober 1989 in Frankfurt am Main statt.

## Geografische Lage und Verkehrsanbindung
Das umzäunte BUGA-Gelände war 90 ha groß. Es lag im Nordteil des 168 ha großen Niddaparks. Fast die Hälfte des neuen Parks war während der Schau frei zugänglich. Das war für eine Bundesgartenschau ein Novum.
Die Verkehrsanbindung der Gartenschau profitierte von der günstigen Lage des Niddaparks. Zusätzlich kamen Pendelbusse zum Einsatz, die die mit PKW angereisten Besucher von den Messeparkplätzen abholten. Hierfür wurde auch die Straße vom Industriehof zur Eingang Praunheim erneuert bzw. umgestaltet. Entlang der Main-Weser-Bahn gab es den für die Dauer der Bundesgartenschau eingerichteten Haltepunkt Ginnheim/Bundesgartenschau.

## Geschichte

### Vorgeschichte
Zu Beginn der 1960er Jahre bewarb sich die Stadt Frankfurt erfolgreich um die Bundesgartenschau 1969. Für die Ausstellung war das 60 Hektar große Gelände zwischen Ginnheimer Wäldchen, Nidda und Hausen vorgesehen. Erste bauliche Maßnahmen waren die Errichtung von Künstlerhäusern und die Randgestaltung des Geländes im Südwesten des heutigen Niddaparks. Unter anderem entstand der Aussichtshügel. Wegen der Finanznot der Stadt sagte der Magistrat im September 1965 die Veranstaltung ab.

### Planung und Vorbereitung
1979 bewarb sich die Stadt Frankfurt unter dem Motto Natur in der Stadt erneut erfolgreich um die Bundesgartenschau, diesmal für 1989. Im Jahr darauf schlossen die Stadt und der Zentralverband Gartenbau den Durchführungsvertrag und gründeten die Bundesgartenschau 1989 Frankfurt am Main GmbH. 1981 folgte ein bundesweit ausgeschriebener Ideenwettbewerb Nidda-Aue, aus dem der Berliner Landschaftsarchitekt Norfried Pohl als 1. Preisträger hervorging. Er bekam in Arbeitsgemeinschaft mit dem Sulzbacher Landschaftsarchitekten Werner Kappes von der Bundesgartenschau 1989 Frankfurt am Main GmbH die Aufträge, um Park und Gartenschau zu planen und einzurichten. Der Bau des Parks begann 1984, die Einrichtung der Gartenschau 1986.

## Die Gartenschau
Die Bundesgartenschau 1989 verzeichnete rund vier Millionen Besucher.

### Konzept
Für die Stadt Frankfurt stand die Anlage des Niddaparks im Vordergrund. Die Gartenschau sollte auf den neuen Park aufmerksam machen, ihn aber nicht mit all ihrer Pracht überdecken. Die Gartenschau sollte als „Eröffnungsattraktion“ zu Gast sein. Deshalb hatten die Planer erstmals in einer Bundesgartenschau alle Gartenschau-Elemente auf nur wenige Stellen konzentriert. Für den Besucher ergab sich damit eine Gartenschau der kurzen Wege. Außerdem betonte die Gestaltung den temporären Charakter der Schau, verwendete demonstrativ leichte Zelt- und Tragluftkonstruktionen, Kulissenbauten, de-montierbare Gerüste, Netze, Textilien, mobile Trennwände und Container. Auf einer Fläche, die zuvor Ackerland gewesen war, präsentierte sich nun auf nur wenigen Hektar, konzentriert dargeboten, hochentwickelte Gartenkultur, die spannungsvoll mit der weitläufigen, naturnahen Auenlandschaft des Parks kontrastierte. Mittelpunkt war die Schau der Gärten.

### Eingangsbereiche
- Der Eingang Praunheim war einer der beiden großen Eingänge. Hierher kamen vor allem Besucher, die im Auto angereist und von den Messeparkplätzen mit Pendelbussen zur Ausstellung gebracht wurden. Das Blumenband leitete die Besucher von diesem Eingang aus zur Schau der Gärten.
- Der Eingang Ginnheim war der zweite große Zugang. Hierher kamen vor allem die Besucher, die mit U- oder S-Bahn anreisten. Nahe diesem Eingang stand die bei Gartenschauen übliche Blumenhalle, hier war es eine angemietete Traglufthalle. Im Eingangsbereich Ginnheim lag auch ein Gärtnermarkt. Wer von hier zur Schau der Gärten gelangen wollte, konnte zwischen mehreren Parkwegen wählen, auf ihnen das Ginnheimer Wäldchen durchqueren oder umwandern und so den neuen Niddapark genießen.
- Der Eingang Hausen war ein kleiner Eingang im Südwesten. Ihm zugeordnet war eine Zier- und Wildstaudenschau. Wer von hier aus zur Schau der Gärten wollte, musste ein ganzes Stück den Niddapark durchwandern.
- Der Eingang Römerstadt war der vierte Zugang. Hierher kamen vor allem in Bussen angereiste Besucher. In der Nähe lag eine Muster-Kleingartenanlage mit einer Ausstellung zur Geschichte des Kleingartenwesens (Gärten im Wandel der Zeit).[17] Der Weg zur Schau der Gärten war nicht weit.

### Schau der Gärten

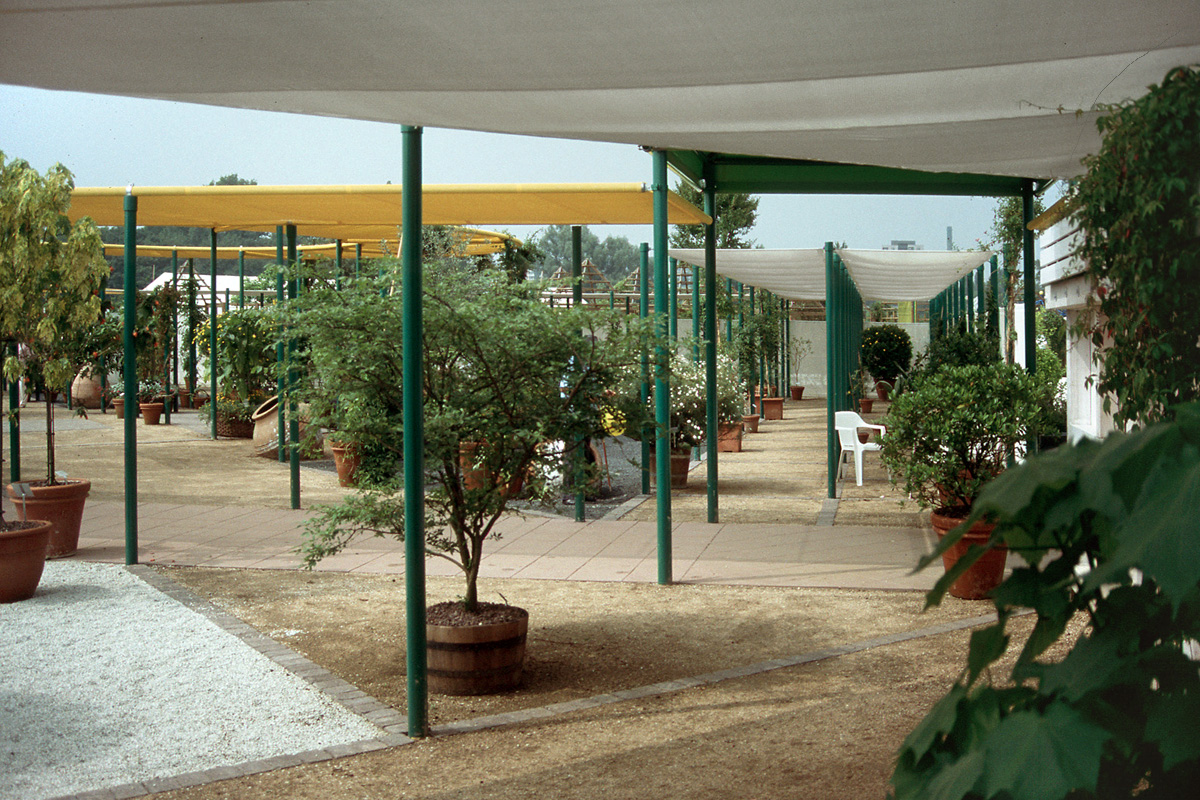
Schau der Gärten: Trotz leichter, temporärer Konstruktionen gelangen intime Ausstellungsräume

Der Grundriss der Schau der Gärten, Mittelpunkt der Ausstellung, war ein Quadrat mit einer Seitenlänge von 350 m, das in ein Fünfzig-Meter-Raster aufgeteilt war, so dass sich 49 Teilflächen von 50 × 50 m ergaben. Die Teilflächen waren mit unterschiedlich gestalteten Gartenanlagen belegt. Dazu zählten auch Kleingärten, Charaktergärten und die gartenarchitektonische Interpretationen berühmter Gemälde.
Der größte Garten war zu zwei Dritteln von einem Damm umgeben. In ihm stand ein Gewächshaus mit einem kreuzenden Querflügel, das sich in den angrenzenden Wasserbecken spiegelte und als Hauptattraktion der „Schau der Gärten“ galt.
Die quadratische und streng geometrisch angelegte Schau der Gärten kontrastierte mit den weichen, organischen Linien der Waldränder des Niddaparks. Doch war das Quadrat nicht vollständig. Es war im Südosten von Baumpflanzungen des Parks durchbrochen und im Nordwesten durch das Blumenband. Eine solch überlagernde und brechende Gestaltung ist bezeichnend für den parkarchitektonischen Dekonstruktivismus der 1980er Jahre.

### Blumenband

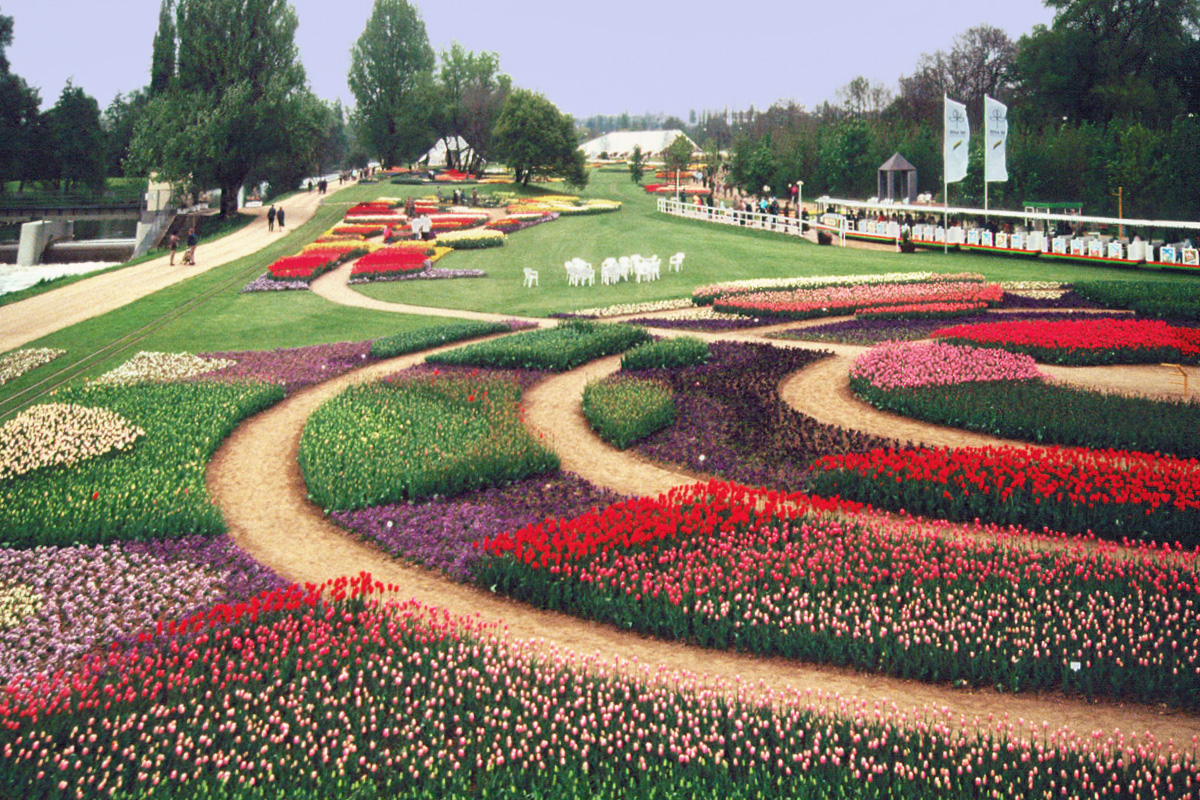
Sicht auf das Blumenband vom Eingang Praunheim aus in Richtung Schau der Gärten

So wie die Schau der Gärten wurde auch das Blumenband auf vormaligem Ackerland angelegt, das einige Jahre brach gelegen hatte, um sich von der landwirtschaftlichen Nutzung zu erholen. Es bot Hunderttausende blühender Zwiebel- und anderer Pflanzen.

### Attraktionen

#### Parkeisenbahn
Eine Parkeisenbahn verband alle Eingänge, hielt an der Schau der Gärten und führte in den Südteil des Niddaparks. Die Lokomotiven bezogen ihre Energie aus Akkumulatoren. Die Bahn wurde nach der Veranstaltung wieder abgebaut.

#### Aussichtsturm
Am südlichen Rand der Schau der Gärten stand ein 75 m hoher Gyro-Turm, der Besucher in einer sich langsam drehenden Kanzel hinauf und herunter fuhr.

## Kritik

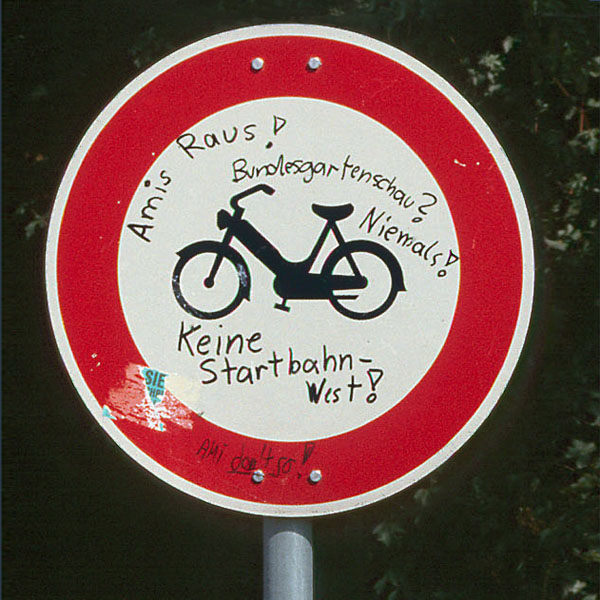
Die Gartenschaugegner waren vielseitig aktiv

Die Gartenschau stand während der Vorbereitungen und auch Jahre danach noch unter keinem günstigen politischen Stern. Die Auseinandersetzungen zwischen Befürwortern und Gegnern beherrschten in den 1980er-Jahren die kommunalpolitische Debatte und nahmen Einfluss auf die Wahlkämpfe zur Stadtverordnetenversammlung. Während die Befürworter betonten, dass sich die Investitionen für Park und Schau auf zusammen etwa 40 Mio. DM belief, nannten die Gegner einen Betrag von 185 Mio. DM. Bei dieser Betrachtungsweise waren unter anderem Kosten einberechnet, die dafür anfielen, dass eine U-Bahn-Station Niddapark und der S-Bahn-Halt an der Main-Weser-Bahn gebaut wurden sowie ein Begleitprogramm für innerstädtische Grünflächen und die „Grünspange“ aufgelegt wurde.

### Politik
Die SPD hatte die Bundesgartenschau in den 1970er-Jahren zwar angeregt, sich aber in den 1980er-Jahren von dem Projekt abgewandt. Die seit der Kommunalwahl 1981 in der Stadtverordnetenversammlung vertretenen Die Grünen lehnten die Bundesgartenschau grundsätzlich ab.
Kurz vor Eröffnung der Bundesgartenschau gewannen SPD und Grüne aber die Kommunalwahl, koalierten und regierten während der Gartenschau, ein für Bundesgartenschauen einmaliges Phänomen. Die politische Kontroverse um die Gartenschau wirkte sich auf die Besucherzahl aus, die mit rund vier Millionen Gästen weit hinter den erwarteten acht Millionen Besuchern zurückblieb.

### Gesellschaft
Eine Bürgerinitiative sammelte 1984 rund 44.000 Unterschriften für ein Bürgerbegehren gegen die Bundesgartenschau. Bürgergruppen beanstandeten die „unnötige Zerstörung“ einer „noch intakten Agrarlandschaft“. So fürchteten Vogelschützer um den Brutvogelbestand, Kleingärtner eine Umlegung oder Durchschneidung ihrer Anlagen mit öffentlichen Wegen und Anlieger, dass die Praunheim mit Ginnheim verbindende Woogstraße bleibend zugunsten der BUGA entwidmet werde. Angeführt wurde auch, dass das Thema „Natur in der Stadt“ in grundsätzlichem Konflikt zu einer Bundesgartenschau stehe. Großveranstaltungen wie Bundesgartenschauen generierten extra viel Verkehr und seien damit schlecht für die Umwelt.

### Fachverbände
Weltweit kritisierten Zoologen die Aufhebung der im 1. Bauabschnitt befindlichen Außenstelle des Frankfurter Zoos.

## Nachwirkungen
Die Bauten und Einrichtungen der Bundesgartenschau 1989 wurden nach deren Ende wieder weitgehend entfernt. Es blieb der neue Volkspark Niddatal (Niddapark) mit den Stauden und Spieleinrichtungen. Weiterhin wurden die „Gärten im Wandel der Zeit“ zum KGV Niddaufer integriert. Im Frankfurter Volksmund aber lebt die Erinnerung an die Bundesgartenschau fort. Er nennt den Niddapark nach wie vor BUGA-Gelände.

## Besonderes und Wissenswertes

### Goethe
Zur Gartenschau wurden Eintrittskarten, Besucherpläne, Postkarten, Prospekte, Plakate, Kataloge etc. mit cartoonartigen Zeichnungen versehen, die auf die Goethe-Stadt Frankfurt weisen sollten. Die „BUNTE BUGA ILLUSTRIERTE“ beispielsweise adaptierte das im Frankfurter Städel-Museum gezeigte Gemälde Goethe in der Campagna von Johann Heinrich Wilhelm Tischbein.